# Stevan Mićić
Stevan Andria Micić (cyr. Стеван Мићић; 4 kwietnia 1996) – serbski zapaśnik walczący w stylu wolnym. Olimpijczyk z Tokio 2020, gdzie zajął czternaste miejsce w kategorii 57 kg.
Złoty medalista mistrzostw świata w 2023 i brązowy w 2022; piąty w 2019. Wicemistrz igrzysk europejskich w 2019. Brązowy medalista mistrzostw Europy w 2018 i 2020, a także igrzysk śródziemnomorskich w 2018 i 2022. Piąty w indywidualnym Pucharze Świata w 2020. Trzeci na MŚ juniorów w 2015 roku.
Zawodnik Hanover Central Junior-Senior High School z Cedar Lake, Northwestern University i University of Michigan. Trzy razy All-American w NCAA Division I; drugi w 2018; trzeci w 2019 i czwarty w 2017 roku.